# Castillo de Tsuchiura
El Castillo Tsuchiura (土浦城, Tsuchiura-jō) fue un castillo japonés ubicado en una llanura cercana al lago Kasumigaura en la ciudad de Tsuchiura, al sur de la Prefectura de Ibaraki, Japón.
A finales del periodo Edo, el Castillo Tsuchiura era la sede del clan Tsuchiya, daimios del Dominio de Tsuchiura. El castillo era también conocido como "Ki-jō"(亀城), el "castillo de la tortuga".
Planos y vistas satelitales: 36°05′05.2″N 140°11′53.6″E / 36.084778, 140.198222

## Historia
Se sabe poco de los primeros años del Castillo Tsuchiura. Las historias populares cuentan que fue fundado en el periodo Heian por Taira no Masakado. Durante el periodo Sengoku la región de Tsuchiura estaba controlada por el clan Oda, que sería destruido más tarde por el clan Yūki. Después de la batalla de Sekigahara y el establecimiento del shogunato Tokugawa, el clan Yūki fue reubicado en el Dominio de Fukui en la Provincia de Echizen y una parte de su dominio se le entregó a Matsudaira Nobukazu como recompensa por sus méritos en la batalla de Sekigahara. Su hijo, Matsudaira Nobuyoshi, empezó la construcción de la ciudad vieja y levantó varias puertas en la Mito Kaidō, la carretera que comunica Edo (Tokio) con Mito.
A principios del periodo Edo, el castillo fue puesto al cargo de varios gobernantes hasta que en 1669 se le entregó al clan Tsuchiya. Los Tsuchiya tuvieron el control del mismo hasta la restauración Meiji, con excepción de un intervalo de cinco años. 
Tras la restauración Meiji se demolieron, por orden del gobierno, las fortificaciones del castillo y se rellenaron la mayor parte de los fosos. El patio central, con el palacio que había sido usado por los daimios, se usó como oficina gubernamental, hasta que sufrió un incendio en 1884, que fue reemplazado por otro de nueva construcción.

### El castillo hoy
En 1899 el patio central y el segundo recinto fueron donados a la ciudad y se convirtieron en el Parque Kijō. Sólo queda una torre (yagura) del periodo Edo, la Taiko Yagura Mon, construida en 1656. Las otras dos torres son reconstrucciones de la década de 1990, una de las cuales, la torre del este, se usa como museo municipal de Tsuchiura.